# Platycleis
A Platycleis a fürgeszöcskefélék családjának egyik neme. Az ide tartozó fajok Európában, Észak-Afrikában és Ázsia mérsékelt övi zónájában élnek. 

## Fajok
A nembe 33 faj tartozik. Magyarországon két faj képviseli, a púposhasú rétiszöcske és a szürke rétiszöcske.
1. Platycleis affinis Fieber, 1853 - púposhasú rétiszöcske
2. Platycleis albopunctata (Goeze, 1778)
3. Platycleis alexandra (Uvarov, 1926)
4. Platycleis buzzettii Massa & Fontana, 2011
5. Platycleis concii Galvagni, 1959
6. Platycleis curvicauda Podgornaya, 1988
7. Platycleis escalerai Bolívar, 1899
8. Platycleis falx (Fabricius, 1775)
9. Platycleis fatima Uvarov, 1912
10. Platycleis grisea (Fabricius, 1781) - szürke rétiszöcske, típusfaj
11. Platycleis iberica Zeuner, 1941
12. Platycleis iljinskii Uvarov, 1917
13. Platycleis intermedia (Serville, 1838)
14. Platycleis irinae Sergeev & Pokivajlov, 1992
15. Platycleis kabulica Bey-Bienko, 1967
16. Platycleis kashmira (Uvarov, 1930)
17. Platycleis kibris Ünal, 2012
18. Platycleis latitabunda Stolyarov, 1968
19. Platycleis longicauda Tarbinsky, 1930
20. Platycleis meridiana Stolyarov, 1969
21. Platycleis pamirica (Zeuner, 1930)
22. Platycleis pathana Zeuner, 1941
23. †Platycleis pongraczi Zeuner, 1929
24. Platycleis ragusai Ramme, 1927
25. Platycleis rahmoiensis Jaiswara & Shah, 2022
26. Platycleis romana Ramme, 1927
27. Platycleis sabinegaali Garai, 2011
28. Platycleis sabulosa Azam, 1901
29. Platycleis sogdiana Mistshenko, 1954
30. †Platycleis speciosa (Heer, 1865)
31. Platycleis trivittata Bey-Bienko, 1951
32. Platycleis turanica Zeuner, 1930
33. Platycleis waltheri Harz, 1966